# Chilocrates
Chilocrates is een geslacht van wantsen uit de familie van de Miridae (Blindwantsen). Het geslacht werd voor het eerst wetenschappelijk beschreven door Horvath in 1889.

## Soorten
Het genus bevat de volgende soorten:

- Chilocrates chelonia (Distant, 1904)
- Chilocrates patulus (Walker, 1873)
- Chilocrates yangi L.Y. Zheng, 2004